# Arthur’s Pass
Der Arthur’s Pass ist ein alpiner Übergang in die Neuseeländischen Alpen auf der Südinsel von Neuseeland.

## Geographie
Das Pass befindet sich rund 62 km südöstlich von Greymouth und rund 54 km südöstlich von Hokitika, zwischen der bis zu 1832 m ansteigenden Goldney Ridge auf der Westseite und dem 1913 m hohen Mount Temple sowie dem 1850 m hohen Mount Cassidy auf der Ostseite.
Mit einer Höhe von 920 m markiert der Arthur’s Pass die Grenze der Regionen West Coast auf der Westseite der Südinsel und Canterbury auf der Ostseite, wo Christchurch sich in einer Entfernung von rund 140 km befindet. Der Pass trennt die Täler des Ōtira River, eines Nebenflusses des Taramakau River im Westen und des Bealey River im Osten.
Zu erreichen ist der Pass über den New Zealand State Highway 73, der von Christchurch kommend über den Pass zur Westküste führt und bei dem Fluss Traramakau River auf den New Zealand State Highway 6 stößt, über den dann die Orte Greymouth und Hokitika zu erreichen sind.
Der State Highway 73 ist mit dem 942 m hohen Porters Pass die höchste der drei Passstraßen, die die Neuseeländischen Alpen überqueren, gefolgt von dem New Zealand State Highway 7, der den 907 m hohen Lewis Pass rund 90 km nordöstlich überquert und dem New Zealand State Highway 6, der den 562 m hohen Haast Pass/Tioripatea rund 220 km südwestlich überwindet.

## Geschichte
Der Pass wurde benannt nach Arthur Dudley Dobson, der 1864 die ersten Europäer über den Pass führte. Er wusste von dem Übergang, der gelegentlich von einheimischen Jägern benutzt wurde, durch Erzählungen des von der West Coast stammenden Māori-Häuptlings Tarapuhi. Es wird weiter angenommen, dass der Autor und Entdecker Samuel Butler den Pass bereits mehrere Jahre früher sah, ihn aber nicht erkunden konnte. Der Zeitpunkt der Entdeckung war günstig, weil an der Westküste wenig später Gold gefunden wurde und ein einfacher Zugang zur Küste der Tasmansee erforderlich wurde.
Der dem Tal des Ōtira River folgende Westanstieg war früher berüchtigt für seine Erdrutsche und Lawinen. In den späten 1990er Jahren wurden hier umfangreiche Ausbauarbeiten vorgenommen. Erwähnenswert ist das 1999 fertiggestellte Otira Viaduct, nahe der Siedlung Otira, das 440 m unsicheres Gelände überspannt. Aufgrund der Enge des Tales war man gezwungen, das Viadukt mit der außergewöhnlich hohen Steigung von 12 % bis 16 % (europäischer Standard für frostgefährdete Straßen: 6–8 %) zu errichten.

## Eisenbahnverbindung
Seit 1923 verläuft die Midland Line der neuseeländischen Eisenbahn beim Arthur’s Pass mittels dem 8,5 km langen Otira Tunnel unter dem Pass durch den Berg. Die Strecke ist die einzige Bahnstrecke, die die Neuseeländischen Alpen überquert.

## Dorf Arthur’s Pass
Arthur’s Pass ist ein kleines Dorf, rund 5 km südlich des Passes. Das Dorf ist Ausgangspunkt zu Wanderungen im Arthur’s-Pass-Nationalpark.

## Fotogalerie

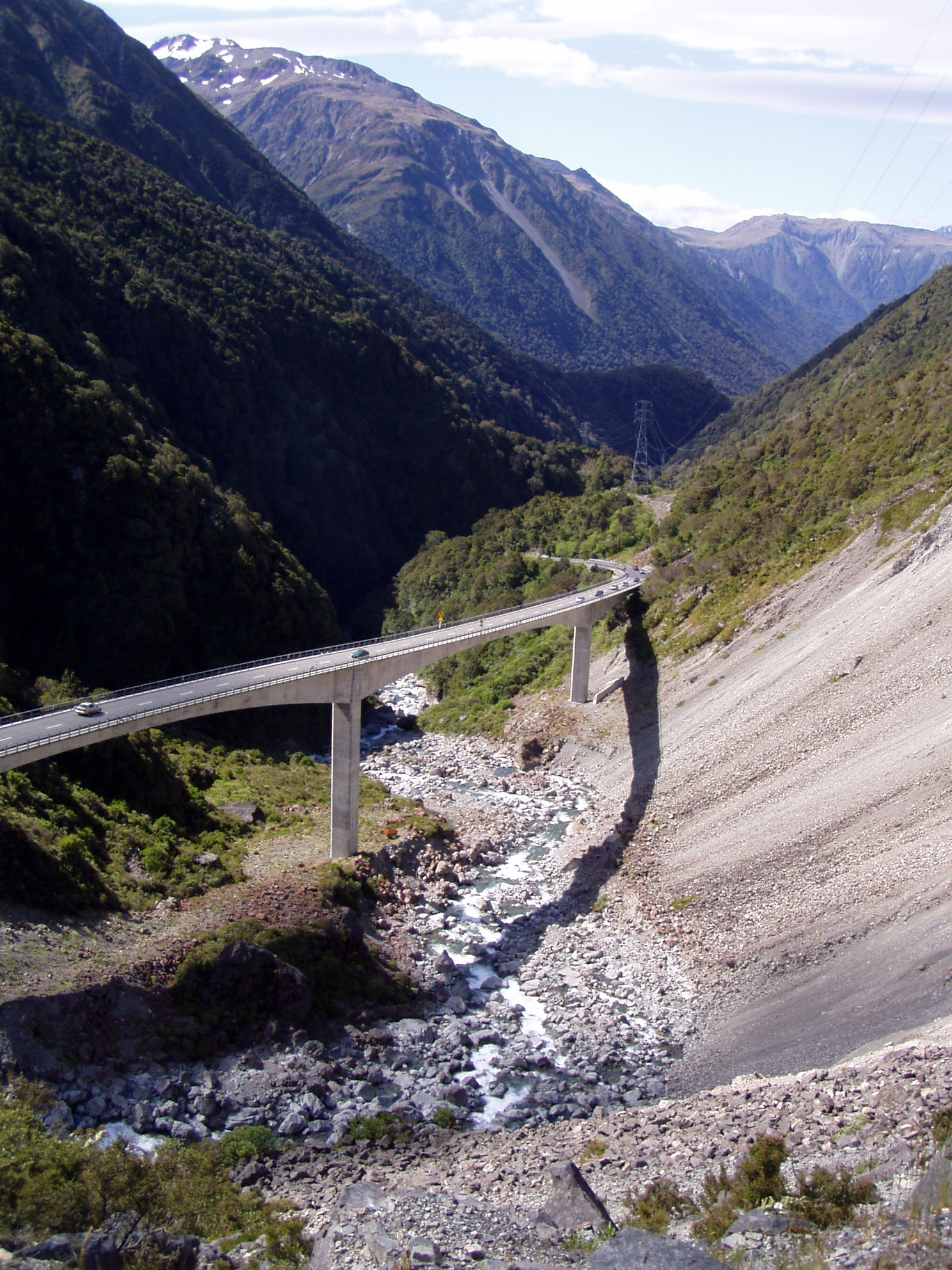
Otira Viaduct
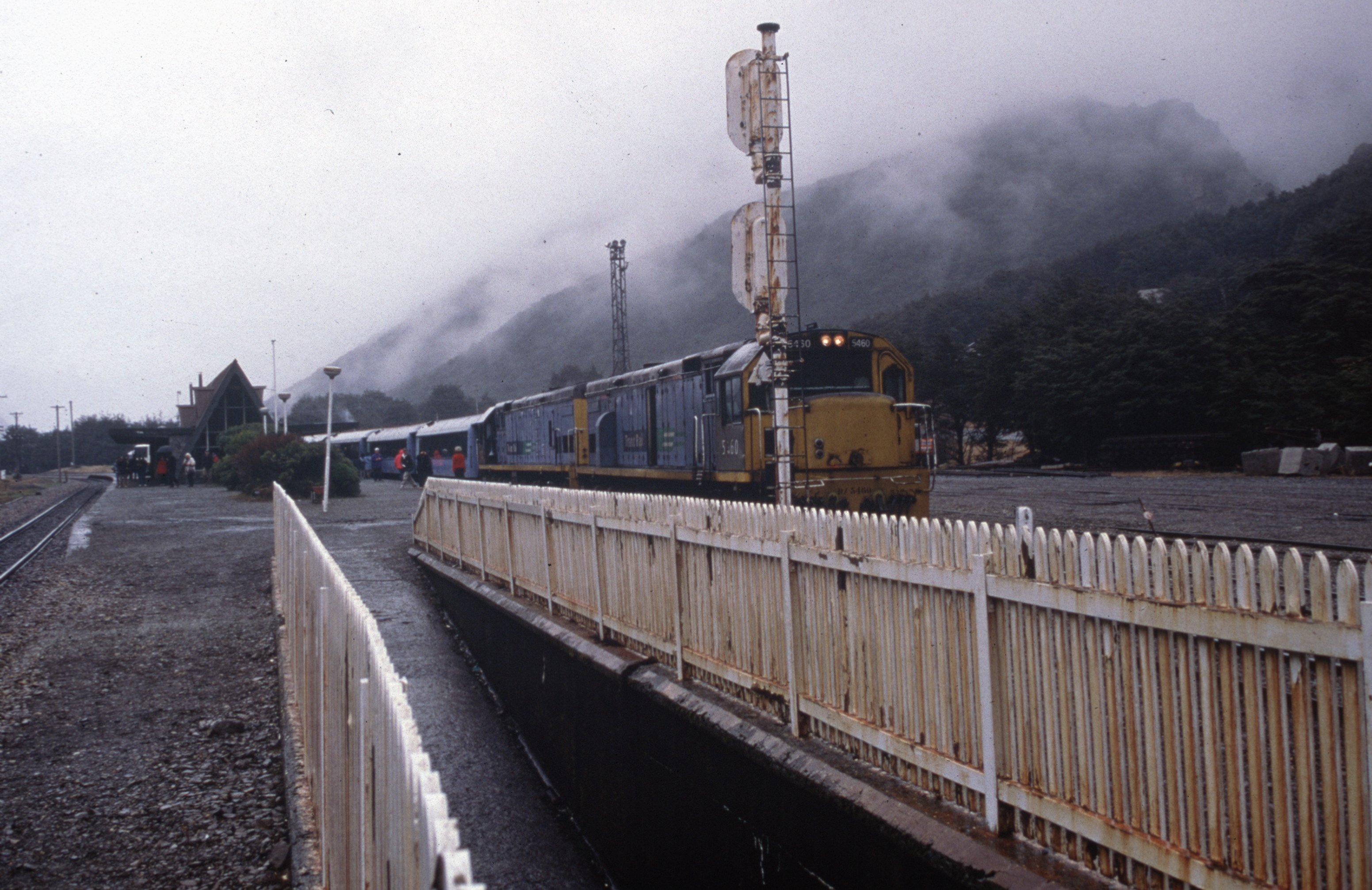
TranzAlpine am Arthur’s Pass
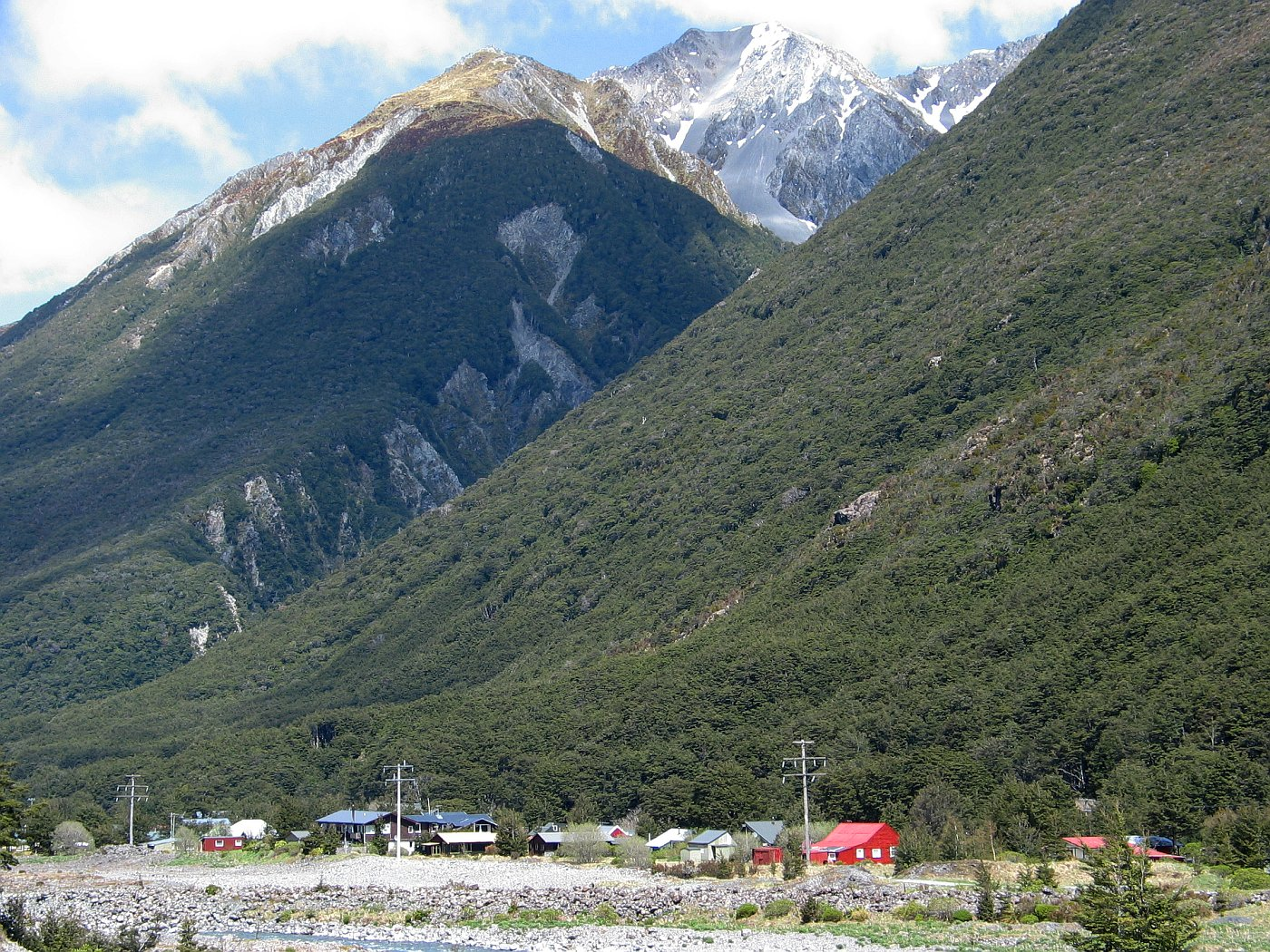
Arthur’s Pass Village